# Chacenay (Adelsgeschlecht)
Das Haus Chacenay war eine Familie des Feudaladels der hochmittelalterlichen Champagne in Frankreich. Seine namensgebende Stammburg liegt bei der heutigen Gemeinde Chacenay im Département Aube. Es existierte vom 11. bis zum Ende des 14. Jahrhunderts.

## Geschichte
In der um das Jahr 1075 datierten Gründungsurkunde der Abtei Molesme erscheint erstmals eine Dame von Chacenay als Zeugin, die eine Schwester eines Hugues de Courteron war. Inwiefern der Stammvater des Hauses, Anséric I. von Chacenay, in einem Verwandtschaftsverhältnis zu ihr, ob als deren Ehemann oder Sohn, gestanden hat, ist unbekannt. Anséric I. selbst wird erstmals im Jahr 1083 urkundlich erwähnt, als Zeuge der Bestätigung zur Gründung der Abtei Molesme durch den Bischof von Langres. Die Familie hatte ihre Güter zu Teilen der Grafen von Champagne und der Bischöfe von Langres als Lehen gehalten. Mehrere Familienmitglieder waren im 12. und 13. Jahrhundert als Teilnehmer an Kreuzzügen hervorgetreten. Bedingt durch ihre Grenzlage im Süden der Grafschaft Champagne unmittelbar zum Herzogtums Burgund, hatten die Herren von Chacenay auch über politische und dynastische Verbindungen in diesen Raum hinein verfügt. Aller Wahrscheinlichkeit nach hatte die Burgherrenfamilie von Montréal (Dépt. Yonne) einen Seitenzweig der Familie dargestellt, deren Unterzweig von Arcis-sur-Aube (Dépt. Aube) zur Mitte des 13. Jahrhunderts schließlich auch die Verwandten in Chacenay beerbte, nachdem deren Hauptlinie ausgestorben war. Die Burg Montréal war der Familie 1254 durch eine richterliche Verfügung König Ludwigs IX. an die Herzöge von Burgund verloren gegangen, nachdem ihr letzter Herr an Verbrechen gegen religiöse Einrichtungen für schuldig befunden worden war. Die letzte Angehörige des Hauses war gegen 1390 gestorben, worauf Chacenay von deren Erben übernommen wurde.

## Stammliste

### Linie von Chacenay
- Anséric I., Herr von Chacenay
  - Milon, Herr von Chacenay; ⚭ Adelaidis
    - Hugues[3] = Hugues († nach 1119), Herr von Montréal[4]; → Nachkommen siehe unten, Linie von Montréal
    - Anséric II. († 1137), Herr von Chacenay; ⚭ Humbeline (wohl die hl. Humbeline von Jully)
      - Jacques († um 1152/58), Herr von Chacenay; ⚭ Agnes († nach 1191), wahrscheinlich Tochter von Walter II., Graf von Brienne
        - Thomas († 1179), Herr von Chacenay
          - Jacques

        - Érard I. († 1191), Herr von Chacenay; ⚭ 1) Mathilda († um 1183); ⚭ 2) Felicite
          - (I) Jacques
          - (I) Érard II. († 16. Juni 1236), Herr von Chacenay; ⚭ Emeline de Broyes († 1249), Tochter von Hugues III. de Broyes (Maison de Broyes))
            - Érard III. (X 4. Juli 1253), Herr von Chacenay
            - Hugues († nach 1244), Coherr von Chacenay
            - Mathilde de Chacenay; ⚭ Guy d’Arcis-sur-Aube († nach 1241) (siehe unten)
            - Jeanne de Chacenay
            - Alix, Herrin von Chacenay († vor 1278); ⚭ 1) Guigues V. († 1259), Graf von Forez; ⚭ 2) Wilhelm III. († 1278), Vizegraf von Melun (Haus Melun)

          - (I) Clemence de Chacenay, ⚭ Eudes II., Herr von Grancey

        - Marguerite de Chacenay; ⚭ Thibaut de Brienne († um 1204), Herr von Champlost
        - Huguette de Chacenay

      - Anséric de Chacenay, Herr von Feins
      - Thomas de Chacenay († nach 1177), Abt von Molesme
      - Pétronille-Elisabeth de Chacenay, ⚭ Guido († um 1145), Graf von Bar-sur-Seine (Haus Brienne)

### Linie von Montréal
- Hugues († nach 1119), Herr von Montréal; ⚭ Helvis de Baudémont († 1165), Tochter des André de Baudémont, Seneschall von Champagne; → Vorfahren siehe oben, Linie von Chacenay
  - Anséric I. († 1174), Herr von Montréal, Seneschall von Burgund; ⚭ Adelaide de Pleurs
    - Anséric II. († 1191), Herr von Montréal, Seneschall von Burgund; ⚭ Sibylle von Burgund († um 1201), Tochter des Hugo Rufus von Burgund, Herr von Châtelet-Chalon und Meursault (Haus Burgund)
      - Anséric III. († um 1224/36), Herr von Montréal; ⚭ 1) N. N. de Vergy; ⚭ 2) Agnes de Thil
        - (I) Anséric IV. († nach 1242), Herr von Montréal; ⚭ Marie de Garlande
          - Anséric V. († 1269), Herr von Montréal; 1254 enteignet
          - Adelaide de Montréal; ⚭ Dreux VII. de Mello, Herr von Saint-Bris
          - Jean de Montréal; ⚭ Marguerite
            - Guy de Montréal
            - Jeanne de Montréal
            - Agnes de Montréal
            - Beatrice de Montréal

        - (I) Seguin de Montréal, Ritter des Hospitaliterordens
        - (II) Jean de Montréal, Herr von Beauvoir und Chastellux; → Nachkommen (Herren von Beauvoir und Chastellux)
        - (II) Guy de Montréal, Thesaurarius von Langres

      - Jean de Montréal († 1224/26), Herr von Tart; → Nachkommen (Herren von Tart)
        - Sibylle de Montréal; ⚭ Lambert, Herr von Darne

      - Milon de Montréal
      - Guy II. de Montréal († 1221), Herr von Beauvoir-sur-Serain
      - André de Montréal († um 1240), Herr von Marmeaux; → Nachkommen (Herren von Marmeaux)
      - Hugues de Montréal († 1232), Bischof von Langres
      - Elisabeth de Montréal

    - Jean I. († 1191), Herr von Arcis-sur-Aube; ⚭ Helisende de Joigny
      - Jean II. († um 1219/22), Herr von Arcis-sur-Aube
      - Anséric d’Arcis, Thesaurarius von Langres
      - Guy († nach 1241), Herr von Arcis-sur-Aube; ⚭ Mathilde de Chacenay, Tochter des Érard II. de Chacenay († 1236) (siehe oben)
        - Jean III. († vor 1273), Herr von Arcis-sur-Aube; ⚭ Isabelle de Noyers
          - Jean IV. († 1307), Herr von Arcis-sur-Aube und Chacenay; ⚭ Alix de Joinville, Tochter des Biographen Jean de Joinville
          - Milon († um 1308), Herr von Arcis-sur-Aube und Chacenay
          - Érard IV. († um 1325), Herr von Arcis-sur-Aube; ⚭ Marguerite de Broce († 1320)
            - Guillaume II. († 1326), Herr von Arcis-sur-Aube
            - Jeanne d’Arcis
            - Agnes d’Arcis
            - Marguerite d’Arcis, Herrin von Tours-Sainte-Parise; ⚭ Mathieu de Mello († um 1329), Herr von Saint-Bris (Haus Mello)

          - Guillaume I. († um 1328), Herr von Chacenay; ⚭ Reine de’Ancy-le-Franc
            - Érard V. († um 1344), Herr von Chacenay; ⚭ Blanche de Châtillon
              - Jeanne († um 1390), Herrin von Chacenay; ⚭ Guillaume III. de Grancey, Herr von Larrey

            - Jean († 1344), Bischof von Autun und Langres

          - Helisende d’Arcis; ⚭ Gauthier, Herr von Merrey

    - Guy I. de Montréal († 1199), Herr von Beauvoir-sur-Serain
    - Helvis de Montréal, Herrin von Époisses; ⚭ André I. († um 1066/70), Herr von Montbard (Haus Montbard)